# Sprachereignis
Sprachereignis ist ein von dem Theologen Ernst Fuchs geprägter Begriff. Ihm gemäß ist ein Sprachereignis ein Ereignis, das den Charakter eines Aufschließens hat und so die Existenz des Menschen bewegt. Der Begriff nimmt seinen Ausgang in der sprachphilosophischen Überlegung, dass Sprache nicht nur die Funktion des Bezeichnens, sondern auch der Anrede hat.

## Entwicklung

### Paulus
Nach den Paulusbriefen bewirkt und schafft das verkündigte Wort Gottes Glauben. Der Glaube ist also Geschöpf des Wortes („creatura verbi“). So heißt es denn im Brief des Paulus an die Römer (Röm 10,17 ):

„So kommt der Glaube aus der Predigt, das Predigen aber durch das Wort Christi.“

So erwächst für Paulus der Glaube aus dem Hören der apostolischen Glaubensbotschaft. Dabei ist dieser „fides ex auditu“ ein Geschenk Gottes.

### Luther
Martin Luther bestimmt den gläubigen Menschen als „homo audiens“. Ihm zufolge fordert das Hören des Wortes Gottes Glaube im Menschen. Diese „Wortförmigkeit“ des Glaubens ist zentraler Bestandteil seiner Theologie. Immer wieder hebt dieser die Wortbezogenheit des Glaubens hervor und dass das Wort als Gnadenmittel zu preisen sei. Der Glaube umfasse das Wort, dass ihm dargeboten wird. So heißt es z. B. in seiner 2. Psalmvorlesung (1519/20) zu Ps 18,45 :
|  | „Actum igitur credendi (ut vocant) nescio quibus verbis possis aptius eloqui quam ista periphrasi divina: „Auditu auris audivit mihi“, hoc est, stultus sibi fuit populus gentium, ut mihi crederet in his, quae non videret nec caperet.“ – Martin Luther: WA 5, 537, 3 |  | „Daher weiß ich nicht, mit welchen Worten du das Glaubensgeschehen (wie sie es nennen) passender aussprechen könntest als durch diese göttliche Umschreibung: „Es [das Volk] hört mich mit gehorsamen Ohren“, das heißt: Einfältig ist für sich das Volk der Völker gewesen, sodass es mir in den Dingen glaubte, die es weder sah noch fasste.“ |

Dadurch, dass Luther die Stelle als eine „Umschreibung“ bezeichnet, meint er das „innere“ und „geistliche“ Hören, durch welches das „Glaubensgeschehen“ (actum credendi) gekennzeichnet ist. In Anlehnung an ein solches lutherisches Wortverständnis wird Fuchs später seine Lehre vom Sprachereignis ausbilden.

### Ernst Fuchs
Ernst Fuchs Reden vom Sprachereignis steht in paulinisch-lutherischer Tradition. Für Fuchs gehören Wort und Glaube wesentlich zusammen: Der Glaube habe aus seiner Beziehung zum Wort sein Wesen. Glaube sei ein Hören auf das ihm begegnende Wort, womit er konkret das Evangelium meint. Daher sieht Fuchs das Sprachereignis als Entfaltung des Glaubens an: Es bewirke beim Hörer einen Situationswechsel vom „Nichtsein“ zum Sein in der Existenz Gottes. Dieses Sprachverständnis stellt also eine grundlegende Kategorie seiner Hermeneutik dar.
Fuchs ist sehr daran gelegen, die Passivität des Menschen hervorzuheben. Dazu verwendet er den Begriff der Stille. Nicht der Mensch bewege sich in ihr, sondern werde durch das Sprachereignis bewegt. Sprache lebe von der Stille. Im Sprachereignis führe die Sprache selbst zu jener Stille, von der sie lebe.
Außerdem sieht Fuchs seine Ausführungen von anredender und bezeichnender Sprache parallel zu der Unterscheidung von Sein und Seiendem (siehe auch Heidegger). Während bloß bezeichnende Sprache nur ein Ausdruck des Seienden biete, rechtfertige ein Sprachereignis das Sein und ließe es anwesend sein.
Fuchs wendet seine Lehre vom Sprachereignis auf verschiedene theologische Bereiche an, nämlich auf: Verkündigung Jesu, Theologie des Paulus und das Ostergeschehen.

### Gerhard Ebeling
Gerhard Ebeling benutzt weiterhin den Begriff des Sprachereignisses als Abgrenzung zur dogmatischen Doktrin. Während diese sich lediglich anbiete, dass man „darin gastweise als Fremdling Unterschlupf findet“, meine Sprachereignis die „Gewährung eines Lebensraumes“. Ebeling verwendet manchmal auch den Ausdruck „Wortgeschehen“. Dieser ist identisch mit „Sprachgeschehen“.
Ebeling versteht die Sakramente als „Wortgeschehen“.

### Eberhard Jüngel
Eberhard Jüngel, theologisch durch Fuchs geprägt, erwies sich als Befürworter der Kategorie vom Sprachereignis. Er übernahm sie in seinem Buch „Paulus und Jesus“ als Abgrenzung zu Rudolf Bultmann.

## Kritik
Als Gegner der Kategorie „Sprachereignis“ erwies sich Rudolf Bultmann. Dessen Sprachverständnis geht traditionell von der Bezeichnungsfunktion von Sprache aus, d. h., sie dient als Ausdrucksmittel. Von daher legt er Fuchs nahe, eher von Sprech- als von Sprachereignis zu reden. Über diesen Streit wird jedoch nur aus der Perspektive von Fuchs zwecks der Verteidigung seiner eigenen Lehre berichtet. Bultmanns Position muss daher rekonstruiert werden.
Karl Barth konnte der Kategorie des Sprachereignisses keinen exegetischen oder dogmatischen Erkenntnisgewinn zugestehen, wies ihr aber ein Platz in der praktischen Theologie zu – am „Schnittpunkt“ vom Wort Gottes und der Gemeinde.
Weiterhin übte Hans-Dieter Bastian Kritik an dem Begriff, er sei eine „weder linguistisch noch semantisch zu klärende Vokabel“ und Fuchs ließe sich zu nicht überprüfbaren Sätzen verleiten.